# Кишинівський повіт
Кишинівський повіт — адміністративно-територіальна одиниця Бессарабської губернії. Повітове місто — Кишинів.
На півночі межував з Бєлцьким та Оргеєвським, на півдні Бендерським повітами Бессарабської губернії та з Румунією на заході. Площа повіту становила 3 446 верст² або 358 960 десятин (3 922 км²).
В повіті було 13 волостей, 3 стани; 1 місто (Кишинів), 1 містечко (Ганчешти), 11 слобід, 109 сіл, 50 селищ; рахуючи так звані суміжні селища, посади, хутори, дачі і інше, в повіті було 343 самостійних і 73 суміжних населених пункта.